# Tatra Sipox Mini-Truck M19
Der Microcar M19 war ein kleiner Lastwagen, der in Bánovce nad Bebravou innerhalb der Holding Tatra Sipox hergestellt wurde. Produktion und Verkauf waren ineffizient und zwischen 1993 und 1999 wurden etwa 600 Microcars montiert.
Auch die Konkurrenten boten leichte Nutzfahrzeuge an: Agromotor (Alfine) Magma, Desta Destacar, Multicar, Avia Terrier oder STAS Pony.
Zur Zeit scheint nur ein einziges Modell in Deutschland fahrbereit und angemeldet zu sein. Eine wahre Rarität also.

## Spezifikationen

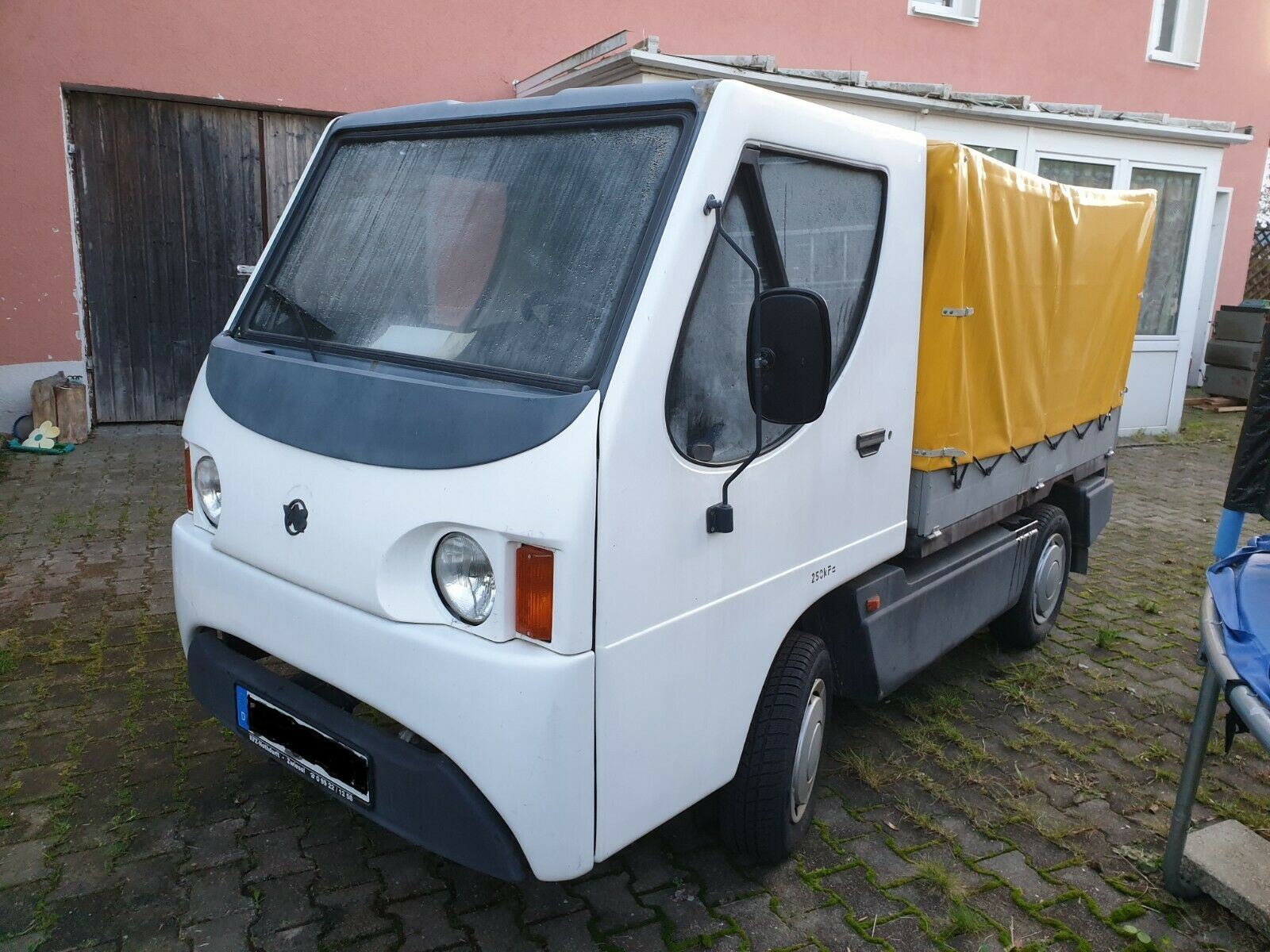
Tatra Sipox Microcar Mini-Lkw M19

- Hersteller: Tatra Sipox, Banovce nad Bebravou
- Produktionsjahre: 1993–1999
- Produktionsstandorte: Bánovce nad Bebravou
- Vorgänger: TAZ 1500 (indirekt)
- Microcar wurde hauptsächlich in der Slowakei, Tschechien und Deutschland verkauft.
- Wettbewerber: Multicar, Magma, Destacar, Avia Terrier, STAS Pony
- Modelle: Pritsche, Kiste, Kipper, Kühlwagen
- Zwischen 1996 und 1999 wurden laut SAP 166 Stück montiert, darunter 14 Elektroautos. Statistiken von 1993 bis 1996 sind nicht verfügbar.

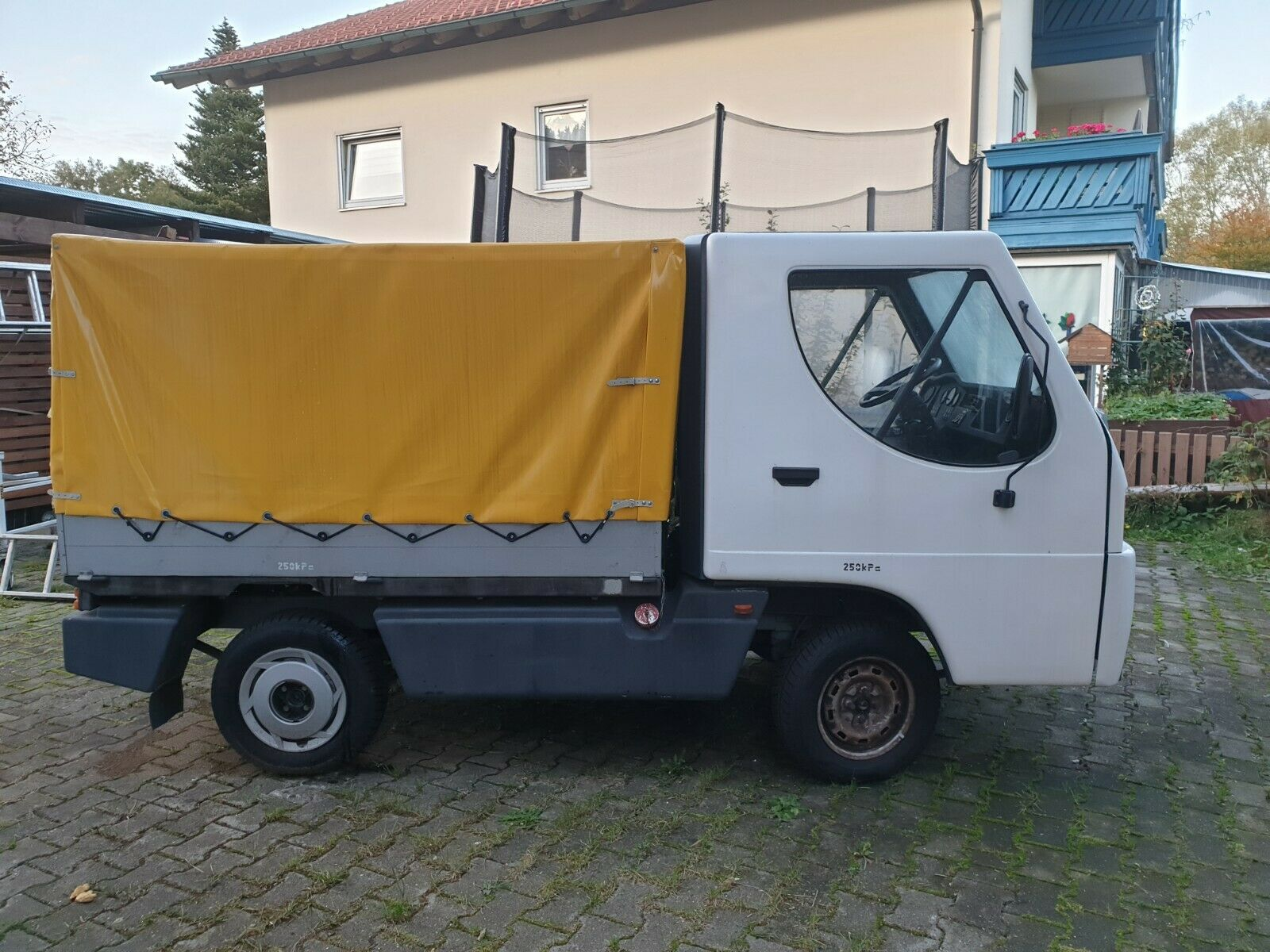
Tatra Sipox Microcar Mini-Lkw M19

- Mechanisches Fünfganggetriebe Škoda 776.14.
- Kupplung Typ S190 trocken, reibschlüssig, eine Scheibe mit Tellerfeder, hydraulisch betätigt. Die 190 GSZ-Lamelle ist dreh- und axial gefedert.
- Abmessungen: Radstand 1900 mm, Radstand 1215/1225 mm, Außenmaße: Länge 3620 mm, Breite 1410 mm, Höhe 1840 mm
- Leergewicht 1125 kg (mit Vierzylindermotor 1040 kg). Andere Variante Leergewicht 1050, Zul. Gesamtgewicht 1900 kg
- Höchstgeschwindigkeit 80 km/h.
- Starrachse vorn und hinten und Längsblattfedern.
- Flüssigkeitsbremsen, Zweikreis. Vordere Scheibe mit Doppelsattel, hintere Trommel. Manuelle mechanische Wirkung auf die Hinterräder.

Motoren

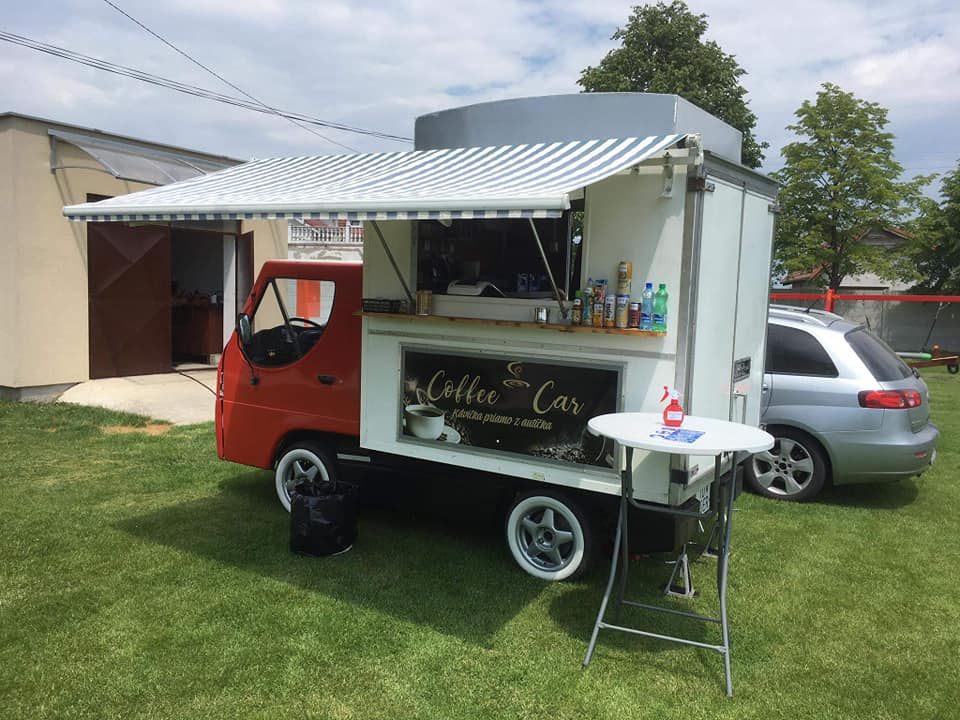
Ein Tatra Sipox-Umbau

Der Motor befindet sich unter der klappbaren Kabine. Zwei Arten von italienischen Motoren wurden installiert.
- Lombardini Diesel LDW 903 FOCS, Reihendreizylinder (R3), Volumen 916 cm³, seitliche Nockenwelle, Bohrung 72,0 mm, Hub 75,0 mm, Verdichtung 22,8, zwei Ventile pro Zylinder, Einspritzung, keine Aufladung, Leistung 15,0 kW (21 PS) bei 3600/min, Drehmoment 56 Nm bei 2000/min.
- Lombardini Diesel LDW 1204 FOCS, Reihenvierzylinder (R4), Volumen 1222 cm³, seitliche Nockenwelle, Bohrung 72,0 mm, Hub 75,0 mm, Verdichtung 22,8, zwei Ventile pro Zylinder, Einspritzung, ohne Aufladung, Leistung 22 kW (30 PS) bei 3600/min, Drehmoment 70 Nm bei 2000/min.
- Weiterer möglicher Motor (mind. 1 Prototyp in Deutschland): Lombardini Diesel, 24 kW (33 PS) bei 3600/min

## Microeco
Bereits 1993 begann der Ingenieur Ján Krnáč im Auftrag des Urban-Ingenieurs mit der Arbeit an der Elektroversion von Microcar. Krnáč beschrieb den Verlauf des gesamten Projekts in dem Artikel „In unserer Stadt entstand das erste slowakische Elektroauto“ (Original-Artikel in Tschechisch: „V našom meste vznikl prvý slovenský elektromobil“), der in der Zeitung Tajms Nr. 14, 13. April 2015 veröffentlicht wurde.
Laut SAP wurden 1997 sieben Microeco Elektroautos produziert, eines 1998 und sechs Stück im Jahr 1999, also insgesamt 14, davon waren mehr als die Hälfte für den Export bestimmt.

## Umbauten/Veränderungen
Es gab schon einige Umbauten der Tatra Sipox. So sind einige als Café-Bar oder Ähnliches auf den Markt gekommen, gehegt und gepflegt (siehe Foto). Aber auch als Mini-Camper wird er bald in Deutschland herumfahren – Vorbereitungen laufen.